# Charles Dupuy
Charles Alexandre Dupuy (Le Puy-en-Velay, 5 de novembre de 1851 - Illa (Rosselló), 23 de juliol de 1923) fou un polític francès, tres vegades primer ministre de la República Francesa.

## Biografia
Va néixer a Le Puy-en-Velay, Alvèrnia, fill d'un funcionari de poca importància. Després d'un període com a professor de filosofia a províncies, va ser nomenat inspector d'escola, i obtingué així un coneixement pràctic de les necessitats de l'educació francesa. El 1885 va ser elegit membre de la cambra i s'integrà en el grup dels republicans moderats. Després de preparar el pressupost per a la instrucció pública, en el gabinet d'Alexandre Ribot prengué la cartera d'educació, el 1892. L'abril de 1893 va formar un ministeri propi, fent-se càrrec personalment del ministeri de l'Interior, però va renunciar a finals de novembre; el 5 de desembre va ser elegit president de la cambra. Durant la seva primera setmana al càrrec, l'anarquista Vaillant, que havia aconseguit tenir accés a la cambra, va llançar una bomba a l'hemicicle. Dupuy, un de la cinquantena de ferits cridà a la calma: "Senyors, la sessió continua", frase que li feu guanyar molt de crèdit.
El maig de 1894 va tornar a ser primer ministre i ministre de l'Interior, i estava al costat del president Sadi Carnot quan aquest va ser apunyalat a mort a Lió al juny, en revenja per l'execució de Vaillant. Dupuy es presentà per a la presidència, però va ser derrotat, i el seu gabinet es va mantenir en el càrrec fins al gener de 1895. Sota aquest govern es produí l'arrest i condemna d'Alfred Dreyfus (23 de desembre de 1894). El progrés del cas Dreyfus projectà ombres sobre Dupuy i altres francesos "ministrables", però el novembre de 1898, després que Henri Brisson per fi hagués tramès el casal Tribunal de Cassació, Dupuy pogué formar un gabinet de concentració republicana.
En vista de la probabilitat manifesta que els magistrats de la sala penal del tribunal de cassació es pronunciessin a favor d'en Dreyfus, es pensava que el nou gabinet de Dupuy seria prou fort per a temperar l'opinió pública amb la sentència, però, per sorpresa, Dupuy impulsà una llei per a sotmetre la sentència definitiva a un tribunal format pels magistrats de totes les sales del Tribunal de Cassació. Aquest acte arbitrari, si bé aprovat per la Cambra, va ser interpretat com un nou intent de mantenir la sentència (condemnatòria) del tribunal militar inicial del cas, malgrat tots els interrogants sorgits que semblaven exculpar en Dreyfus. En l'interinatge, el president Félix Faure (un anti-Dreyfus) va morir, i el nomenament d'Émile Loubet va ajudar a aplacar a l'opinió pública. El ple del tribunal de Cassació va decidir que s'havia de fer un nou tribunal militar i Dupuy, desautoritzat, renuncià de forma immediata (juny de 1899). El juny de 1900 va ser elegit senador per l'Alta Savoia. Per bé que cap de les candidatures presidencials de Dupuy tingué èxit, en la seva qualitat de Primer Ministre exercí -això si- com a President interí de la República Francesa en tres ocasions durant vacants.